# Unité urbaine du Vigan
L'unité urbaine du Vigan est une unité urbaine française centrée sur la commune du Vigan, dans le département du Gard, en région Occitanie.

## Données globales
Dans le zonage réalisé par l'Insee en 2010, l'unité urbaine était composée de sept communes, puis six à la suite de la fusion de Bréau-et-Salagosse et Mars en Bréau-Mars le 1er janvier 2019, toutes situées dans le département du Gard et l'arrondissement du Vigan.
Dans le nouveau zonage réalisé en 2020, elle est composée des six mêmes communes.
En 2022, avec 7 010 habitants, elle constitue la 20e unité urbaine du Gard, après l'unité urbaine de Bellegarde (19e) et avant l'unité urbaine de Bouillargues (21e.
En 2022, sa densité de population s'élève à 86 hab/km2. Par sa superficie, elle représente 1,39 % du territoire départemental et, par sa population, elle regroupe 0,92 % de la population du département du Gard.

## Composition 2020 de l'unité urbaine
Elle est composée des six communes suivantes :
| Nom                     | Code Insee | Département | Statut       | Superficie (km2) | Population (dernière pop. légale) | Densité (hab./km2) | Modifier                                    |
| ----------------------- | ---------- | ----------- | ------------ | ---------------- | --------------------------------- | ------------------ | ------------------------------------------- |
| Le Vigan (ville-centre) | 30350      | Gard        | ville-centre | 17,24            | 3 786 (2022)                      | 220                | modifier les données · modifier les données |
| Arphy                   | 30015      | Gard        | banlieue     | 20,92            | 138 (2022)                        | 6,6                | modifier les données · modifier les données |
| Aulas                   | 30024      | Gard        | banlieue     | 2,91             | 445 (2022)                        | 153                | modifier les données · modifier les données |
| Avèze                   | 30026      | Gard        | banlieue     | 4,14             | 1 059 (2022)                      | 256                | modifier les données · modifier les données |
| Bréau-Mars              | 30052      | Gard        | banlieue     | 28,49            | 679 (2022)                        | 24                 | modifier les données · modifier les données |
| Molières-Cavaillac      | 30170      | Gard        | banlieue     | 7,71             | 903 (2022)                        | 117                | modifier les données · modifier les données |

## Évolution démographique
| 1968  | 1975  | 1982  | 1990  | 1999  | 2010  | 2015  | 2022  |
| ----- | ----- | ----- | ----- | ----- | ----- | ----- | ----- |
| 6 211 | 6 377 | 6 914 | 7 156 | 7 322 | 7 137 | 7 165 | 7 010 |

## Pour approfondir